# 奧古斯塔 (紐約州)
奧古斯塔（英語：Augusta）是一個位於美國紐約州奧奈達縣的鎮。

## 人口
根據2020年美國人口普查的數據，奧古斯塔的面積為71.70平方千米，皆為陸地。當地共有人口2021人，而人口密度為每平方千米28人。